# Andsumäe (Võru)
Andsumäe is een plaats in de Estlandse gemeente Võru vald, provincie Võrumaa. De plaats heeft de status van dorp (Estisch: küla) en heeft 5 inwoners (2021).
Tot in oktober 2017 lag Andsumäe in de gemeente Lasva. In die maand werd de gemeente bij de gemeente Võru vald gevoegd.
Het zuidelijke deel van het dorp ligt in het natuurpark Haanja looduspark (16,9 km²).

## Geschiedenis
Andsumäe werd in 1820 voor het eerst genoemd onder de naam Hansomäe, een boerderij in het dorp Sooküla op het landgoed Eichhof (Lasva). Rond 1900 werd het dorp genoemd onder de Russische naam Вейкесокюла, Vejkesokjoela. Die naam is afgeleid van het Estische Väike-Sooküla, ‘Klein-Sooküla’. In 1923 heette het dorp Antsumäe.
In 1977 werd het buurdorp Tilga bij Andsumäe gevoegd.